# ノー・ピア・プレッシャー
『ノー・ピア・プレッシャー』（No Pier Pressure）は、アメリカ合衆国のミュージシャン、ブライアン・ウィルソンが2015年に発表したスタジオ・アルバム。オリジナル曲によるソロ・アルバムとしては7年ぶりの作品に当たる。

## 背景
2012年に行われたザ・ビーチ・ボーイズのデビュー50周年ツアー終了後、マイク・ラヴとブルース・ジョンストンはザ・ビーチ・ボーイズとしての活動を継続し、一方ウィルソン、アル・ジャーディン、デヴィッド・マークスの3人は、2013年にもブライアン・ウィルソン・バンドのツアーで共演した。ウィルソン自身は当初、自身の新曲をザ・ビーチ・ボーイズとして録音しようと考えていたが、バンドの分裂に伴い、ゲスト・シンガーを迎えたソロ・アルバムという形に変更された。
2013年9月から10月にかけて、ウィルソンはジェフ・ベックとのジョイント・ツアーを行い、ベックは「ダニー・ボーイ」を含む何曲かのレコーディングにも参加したが、最終的にベックと共演した曲の収録は見送られた。なお、ベックは2013年、ウィルソンとの共演について「自分の好きなメロディを弾いていいと言われても、ブライアンのコードをバックにして弾くと、自動的に西海岸スタイルのギターになる」とコメントしている。
「アワ・スペシャル・ラヴ」は、当初はフランク・オーシャンのゲスト参加が報じられたが、最終的にはオーシャンの代わりにピーター・ホーレンスが参加した。また、「ザ・ラスト・ソング」にはラナ・デル・レイがゲスト参加する案もあったが、スケジュールの都合によりウィルソンが単独でリード・ボーカルを取った。
アルバム・タイトルは、ウィルソンの娘が考えた言葉遊びで、同調圧力を意味する「peer pressure」と桟橋を意味する「pier」を引っかけている。

## リリース
「ワン・カインド・オブ・ラヴ」は、ウィルソンを題材とした伝記映画『ラブ&マーシー 終わらないメロディー』（監督：ビル・ポーラッド）のサウンドトラックに提供され、同作は本アルバムのリリースに先駆けて、2014年9月のトロント国際映画祭でプレミア上映されている。なお、2015年6月に公開された「ワン・カインド・オブ・ラヴ」のミュージック・ビデオには、『ラブ&マーシー 終わらないメロディー』からの映像も使用されている。
本作のアメリカ盤CDは、13曲入りの通常盤と16曲入りのデラックス・エディション盤があり、更に180グラム盤の2枚組LPも発売された。また、2015年4月18日のレコード・ストア・デイを記念して、「ザ・ライト・タイム」と「セイル・アウェイ」を収録したアナログ盤シングルが限定発売されている。

## 反響・評価
母国アメリカのBillboard 200では28位に達し、『ブライアン・ウィルソン・リイマジンズ・ガーシュウィン』（2010年）以来の全米トップ40アルバムとなった。全英アルバムチャートでは2週トップ100入りして最高25位を記録し、同チャートにおいて『スマイル』（2004年、全英7位）に次ぐ高順位となった。
Stephen Thomas Erlewineはオールミュージックにおいて5点満点中3点を付け「ウィルソンの新たなミレニアムを特色づけた高尚な芸術とは殆ど関連性がなく、『スマイル』のリヴァイヴァルやヴァン・ダイク・パークスとコラボレーションした『ラッキー・オールド・サン』からの残響が全く感じられない」と評している。また、Will Hermesは『ローリング・ストーン』誌のレビューで5点満点中3点を付け、シー&ヒムの参加した「オン・ジ・アイランド」を「取るに足りない」、「セイル・アウェイ」を「スループ・ジョン・Bの焼き直し」と批判し、フランク・オーシャンの不参加もマイナス面として挙げる一方「アル・ジャーディン等、ザ・ビーチ・ボーイズで共に仕事してきたチームメイトとのハーモニーは本当に壮大だ」、「ウィルソンの最も前向きなソロLP」と評している。

## 収録曲
特記なき楽曲はブライアン・ウィルソンとジョー・トーマスの共作。

### CD
下記リストはデラックス・エディション盤及び日本盤に準拠しており、アメリカやヨーロッパでは9. 10. 11.を除く13曲入りの通常盤も発売された。
1. ディス・ビューティフル・デイ - "This Beautiful Day" - 1:25
2. ランナウェイ・ダンサー - "Runaway Dancer" (Brian Wilson, Joe Thomas, Sebu Simonian) - 3:58
  - feat.セブ・シモニアン
3. ホワットエヴァー・ハプンド - "Whatever Happened" - 2:51
  - feat.アル・ジャーディン&デヴィッド・マークス
4. オン・ジ・アイランド - "On the Island" - 2:14
  - feat.シー&ヒム
5. ハーフ・ムーン・ベイ - "Half-Moon Bay" - 3:24
  - feat.マーク・アイシャム
6. アワ・スペシャル・ラヴ - "Our Special Love" - 3:43
  - feat.ピーター・ホーレンス
7. ザ・ライト・タイム - "The Right Time" - 2:54
  - feat.アル・ジャーディン&デヴィッド・マークス
8. ゲス・ユー・ハッド・トゥ・ビー・ゼア - "Guess You Had to Be There" (B. Wilson, J. Thomas, Andrew Salgado, Kacey Musgraves) - 3:23
  - feat.ケイシー・マスグレイヴス
9. ドント・ウォリー - "Don't Worry" - 2:42
10. サムホエア・クワイエット - "Somewhere Quiet" (B. Wilson, Scott Bennett) - 3:02
11. アイム・フィーリング・サッド - "I'm Feeling Sad" - 2:17
12. テル・ミー・ホワイ - "Tell Me Why" - 3:40
  - feat.アル・ジャーディン
13. セイル・アウェイ - "Sail Away" (B. Wilson, J. Thomas, Jim Peterik, Larry Millas) - 3:42
  - feat.ブロンディ・チャップリン&アル・ジャーディン
14. ワン・カインド・オブ・ラヴ - "One Kind of Love" (B. Wilson, S. Bennett) - 3:34
15. サタデー・ナイト - "Saturday Night" (B. Wilson, J. Thomas, Nate Ruess) - 3:30
  - feat.ネイト・ルイス
16. ザ・ラスト・ソング - "The Last Song" - 4:36

#### ボーナス・トラック
日本盤及びデラックス・エディション盤（イギリス&ヨーロッパ）に収録。
1. イン・ザ・バック・オブ・マイ・マインド - "In the Back of My Mind" (B. Wilson, Mike Love) - 2:39
2. ラヴ・アンド・マーシー - "Love and Mercy" (B. Wilson) - 2:22

### LP
Side A
1. "This Beautiful Day"
2. "Runaway Dancer" (B. Wilson, J. Thomas, S. Simonian)
3. "Saturday Night" (B. Wilson, J. Thomas, N. Ruess)
4. "On the Island"

Side B
1. "The Right Time"
2. "Whatever Happened"
3. "Guess You Had to Be There" (B. Wilson, J. Thomas, A. Salgado, K. Musgraves)
4. "Tell Me Why"

Side C
1. "Don't Worry"
2. "One Kind of Love" (B. Wilson, S. Bennett)
3. "Sail Away" (B. Wilson, J. Thomas, J. Peterik, L. Millas)
4. "The Last Song"

Side D
1. "I'm Feeling Sad"
2. "Somewhere Quiet" (B. Wilson, S. Bennett)
3. "Half-Moon Bay"
4. "Our Special Love"

## 参加ミュージシャン
- ブライアン・ウィルソン - ボーカル、バックグラウンド・ボーカル、ピアノ、ハモンドオルガン、キーボード
- セブ・シモニアン - ボーカル、キーボード、プログラミング
- アル・ジャーディン - ボーカル、バックグラウンド・ボーカル
- デヴィッド・マークス - エレクトリック・ギター
- ズーイー・デシャネル - ボーカル、バックグラウンド・ボーカル
- M・ウォード - エレクトリック・ギター
- マーク・アイシャム - トランペット、フリューゲルホルン
- ピーター・ホーレンス - ボーカル、バックグラウンド・ボーカル
- ケイシー・マスグレイヴス - ボーカル、バックグラウンド・ボーカル
- ブロンディ・チャップリン - ボーカル、バックグラウンド・ボーカル
- ネイト・ルイス - ボーカル
- ジョー・トーマス - ピアノ、ハモンドオルガン、キーボード
- スコット・ベネット - ピアノ、ハモンドオルガン、ヴィブラフォン、ベース、パーカッション、バックグラウンド・ボーカル
- ダリアン・サハナジャ - ピアノ、ハモンドオルガン、ヴィブラフォン
- ジェフ・ランツ - キーボード
- ジョーイ・グジブ - アコーディオン
- ゲイリー・グリフィン - アコーディオン
- ディーン・パークス - エレクトリック・ギター、アコースティック・ギター
- ジミー・ライリー - エレクトリック・ギター、アコースティック・ギター、バックグラウンド・ボーカル
- リッチー・デイヴィス - エレクトリック・ギター
- マーク・ゴールデンバーグ - エレクトリック・ギター
- トム・ブコヴァック - エレクトリック・ギター、アコースティック・ギター
- プロビン・グレゴリー - エレクトリック・ギター、フレンチホルン
- ニック・ワルスコ - エレクトリック・ギター
- ドン・ウォズ - ベース
- マイケル・ローズ - ベース
- ボブ・リジック - ベース
- ザッカリー・ドーズ - ベース
- ブレット・シモンズ - ベース
- Shane Soloski - ベース
- ジム・ケルトナー - ドラムス
- ヴィニー・カリウタ - ドラムス
- ケニー・アロノフ - ドラムス
- チャド・クロムウェル - ドラムス
- エディ・バイヤーズ - ドラムス
- ネルソン・ブラッグ - ドラムス、パーカッション、バックグラウンド・ボーカル
- ウェイン・バージロン - トランペット
- ラリー・ホール - トランペット
- ティム・ベイルズ - トランペット
- ロブ・パートン - トランペット
- キャリー・デッドマン - トランペット
- チャーリー・モラリス - トロンボーン
- デイヴ・スタールバーグ - トロンボーン
- トム・ガーリング - トロンボーン
- ジョン・メイソン - フレンチホルン
- エイミー・バーワン - オーボエ、イングリッシュホルン
- ポール・フォン・マーテンス - サクソフォーン、フルート、バス・ハーモニカ、ストリングス・アレンジ/指揮
- ピーター・ケント - コンサートマスター
- マット・ジャーディン - バックグラウンド・ボーカル
- トム・グリフィン - バックグラウンド・ボーカル
- ジェフリー・フォスケット - バックグラウンド・ボーカル
- テイラー・ミルズ - バックグラウンド・ボーカル